# Khalil Barkouti
Khalil Barkouti (arab. ‏خليل بركوتي‎; ur. 31 października 2003) – tunezyjski zapaśnik walczący w stylu wolnym. Brązowy medalista mistrzostw Afryki w 2023, 2024 i 2025. Wicemistrz arabski w 2023 i 2024. Mistrz Afryki juniorów w 2023 roku.